# George Peter
George Peter (ur. 28 września 1779 w Georgetown, zm. 28 czerwca 1861) – amerykański polityk.
W dwóch różnych okresach był przedstawicielem trzeciego okręgu wyborczego w stanie Maryland w Izbie Reprezentantów Stanów Zjednoczonych. Zasiadał tam w latach 1816–1819 i ponownie przez jedną kadencję w latach 1825–1827.